# Fran Tarkenton
Francis Asbury "Fran" Tarkenton (* 3. Februar 1940 in Richmond, Virginia) ist ein ehemaliger American-Football-Spieler auf der Position des Quarterbacks, der mit den Minnesota Vikings dreimal im Super Bowl stand, aber immer verlor. Tarkenton spielte 18 Jahre in der National Football League (NFL) und stellte dabei zahlreiche Rekorde auf. 1986 wurde Tarkenton in die Pro Football Hall of Fame aufgenommen.

## College
Während seiner College-Zeit spielte Tarkenton für die Bulldogs der University of Georgia, die er 1959 als Quarterback zum Sieg der Southeastern Conference und dem Orange Bowl führte. Zwei Jahre später wurde Tarnkenton in der dritten Runde der NFL Draft von den Minnesota Vikings ausgewählt.

## Profizeit
Neben seiner langen Karriere in der NFL trägt vor allem auch sein Einstieg in die Liga zu seinem Ruhm bei. Die Minnesota Vikings spielten ihre erste Saison und George Shaw durfte das erste Saisonspiel gegen die Chicago Bears als Quarterback beginnen. Bereits während des ersten Quarters wurde Tarkenton für Shaw eingewechselt und führte die Vikings zu einem unerwarteten 37:13-Sieg, bei dem er Pässe für 250 yards und vier Touchdowns warf und einen weiteren Touchdown erlief.
Tarkenton spielte sechs Jahre für die Vikings (1961 bis 1966), ehe er für zwei Erstrunden-Picks und zwei Zweitrundenpicks in den kommenden NFL Drafts zu den New York Giants getauscht wurde. Nach fünf Jahren (1967 bis 1971) bei den Giants kehrte Tarkenton für sieben weitere Jahre (1972 bis 1978) zurück zu den Vikings. Dieses Mal für zwei Spieler, einen Rookie und zwei hohe Draft picks. In den Spielzeiten 1973, 1974 und 1976 führte Tarkenton die Purple People Eaters, wie die damalige Defense der Vikings genannt wurde, in den Super Bowl. Die Vikings verloren jedoch alle drei Spiele: gegen die Miami Dolphins (VIII), Pittsburgh Steelers (IX) und Oakland Raiders (XI).
Während seiner 18 Jahre in der NFL stellte Tarkenton viele Rekorde auf. So hielt er am Ende seiner Karriere Rekorde für Passversuche (6.467), vollständige Pässe (3.686), geworfene Yards (47.003), Touchdowns (342) und Siege eines Quarterbacks (125). Aufgrund seiner Spielweise, dem Pass-Rush der Verteidigung durch Verlassen der Pocket (Quarterback-Scramble) zu entkommen, um dann selbst zu laufen oder doch noch zu passen, erzielte er auch 3.674 Laufyards. Dies stellte damals einen weiteren NFL-Rekord dar. Diese Spielweise galt lange als verletzungsanfällig, und so spielten die meisten Quarterbacks seiner Zeit eher als klassische Pocket-Passer. Tatsächlich fehlte Tarkenton erst in seiner sechzehnten Saison (1976) zum ersten Mal verletzungsbedingt – für ein Spiel – mit geprellten Rippen. Im Jahr danach fehlte er fünf weitere Spiele auf Grund eines gebrochenen Beines, bevor er in seiner letzten Saison 1978 wieder alle 16 Saisonspiele bestritt.